# 2005 VX3
2005 VX3 とは、ダモクレス族に属する太陽系外縁天体の1つ。2005年11月1日にレモン山サーベイによって発見された。軌道離心率が全ての小惑星の中で最大であり、 2013 BL76 と共に公転周期が4万年以上の小惑星であると推定されている。

## 軌道の性質
2005 VX3 は、非常に長大な楕円軌道を持つ小惑星である。近日点距離こそ6億1800km (4.13AU) と木星軌道より内側であるが、遠日点距離は3600億km (2400AU) にも達する長大なものである。軌道長半径も1800億km (1208AU) であるため、公転には4万2000年もかかる。軌道傾斜角は112.5度であるため、逆行小惑星に分類される。ただし、公転距離に関する軌道パラメーターは近日点距離以外は大雑把にしか判明していない。公転周期も、誤差の範囲内で4万年以下である可能性もあれば、5万年以上である可能性もある。軌道の大きさと精度の問題ではいずれも 2013 BL76 の方がより正確な値が判明している。
軌道離心率は 0.9966 ± 0.0006 であり、これは全ての小惑星の中で最大の数値を持つ。ただしこれも、2番目に大きな値を持つ 2002 RN109 の 0.9963 ± 0.0002 より精度が低いため、誤差の範囲内で 2002 RN109 が上回る可能性もある。

## 物理的性質
2005 VX3 の絶対等級は14.1とかなり暗く、直径はわずか7kmと推定されている。アルベドを0.09と仮定すると、近日点では-139℃になるが、遠日点では-267℃とほぼ絶対零度まで低下すると推定されている。